# 提刑按察司
提刑按察司是元朝（至元二十八年后改肃政廉访司）、明朝（改稱提刑按察使司）、清朝（改稱按察使司）三代设立在省一级的司法部門，主管一省的刑名、诉讼事务。明清時是中央监察机关——都察院在地方的分支机构，对地方官员行使监察权。主管為提刑按察使或稱為按察使。简称臬台、臬司，官位為三品。
提刑按察使在明代与承宣布政使並为一省最高长官。
清代，则与布政使并为巡抚所制，虽名为同僚，实乃属官。